# Starkoč
Starkoč är en ort i Tjeckien.   Den ligger i regionen Mellersta Böhmen, i den centrala delen av landet, 80 km öster om huvudstaden Prag. Starkoč ligger 246 meter över havet och antalet invånare är 106.
Terrängen runt Starkoč är platt åt nordväst, men åt sydost är den kuperad. Runt Starkoč är det ganska tätbefolkat, med 116 invånare per kvadratkilometer. Närmaste större samhälle är Kutná Hora, 17,1 km väster om Starkoč. Trakten runt Starkoč består till största delen av jordbruksmark.